# Kyle Barone
Kyle Barone (Garden Grove, California, 12 de septiembre de 1989) es un baloncestista estadounidense. Con 2,08 metros de altura, juega en la posición de pívot. La mayor parte de su carrera como profesional la ha desarrollado en el Extremo Oriente.

## Trayectoria
Barone jugó entre 2009 y 2013 con los Idaho Vandals, en la Western Athletic Conference de la División I de la NCAA. En su temporada como sénior promedió 17,1 puntos, 9,7 rebotes, 1,8 asistencias y 1,2 bloqueos por partido en 30 juegos. A causa de ello fue reconocido como el Jugador del Año de la WAC.
Tras no resultar seleccionado por ninguna franquicia en el Draft de la NBA de 2013, Barone tuvo la oportunidad de jugar en la NBA Summer League de ese año como parte de los Denver Nuggets. Luego de ello fue invitado a un campo de entrenamiento del Olimpia Milano.
Comenzó su carrera como profesional en Europa, siendo fichado por el Turów Zgorzelec de Polonia para jugar en la Polska Liga Koszykówki y en la VTB United League. Sin embargo dejó el equipo a fines de diciembre de 2013. Unas semanas después, a comienzos de febrero de 2014, se incorporó al Alba Fehérvár de la Nemzeti Bajnokság I/A de Hungría para jugar hasta el final de la temporada. 
Luego de ese año compitiendo en el baloncesto europeo, Barone desembarcó por primera vez en Asia en octubre de 2014, siendo fichado por una temporada por el Link Tochigi Brex de la NBL de Japón. Al culminar el campeonato -en el que su equipo llegó hasta las semifinales de los playoffs-, el pívot regresó a Estados Unidos y volvió a participar de la NBA Summer League pero como parte de los Minnesota Timberwolves.
En octubre de 2015 retornó al Extremo Oriente pero esta vez como refuerzo extranjero del Kinmen Kaoliang Liquor, un equipo de la SBL de Taiwán.
Barone regresó a Japón en septiembre de 2016, tras sumarse a las filas del Aomori Wat's, equipo que militaba en la B.League-2. Luego de dos años allí, acordó su incorporación al Saigon Heat, por lo que disputó la temporada 2018-19 de la ASEAN Basketball League con el equipo vietnamita.
Tras un paso por Filipinas, el pívot retornó a Japón, donde jugaría los siguientes tres años como miembro de nueve equipos distintos de la primera y la segunda categoría local. 

## Selección nacional
Barone jugó la Copa William Jones de 2017 como parte de la selección B de China Taipei.